# NGC 6628
NGC 6628 este o galaxie situată în constelația Hercule. A fost descoperită în 6 iunie 1864 de către Albert Marth. Se află la o distanță de 64,94 de megaparseci de Pământ.